# Obchodzenie podatków
Obchodzenie podatków – zmniejszanie zobowiązań podatkowych dzięki wykorzystaniu w pełni przepisów podatkowych poprzez m.in.:
- zaliczenie własnego dochodu w poczet dochodu osoby mieszczącej się w niższym przedziale podatkowym (w przypadku opodatkowania progresywnego)
- odraczanie podatków (m.in. podatków od zysków kapitałowych)
- rezygnacja z możliwości uzyskania dodatkowego przychodu (w przypadku opodatkowania progresywnego)
- planowana struktura przedsięwzięcia
- arbitraż podatkowy, czyli wykorzystywanie różnic w stopach podatkowych dotyczących różnych rodzajów dochodu, jednostek czy państw
- polityka cen transferowych, czyli stosowania optymalizacji podatkowej, często z wykorzystaniem jednostek off-shore (spółek, fundacji lub trustów).

Obchodzenie podatków różni się od uchylania się od podatków tym, że nie narusza istniejących przepisów podatkowych.